# Crocias albonotatus
Crocias albonotatus е вид птица от семейство Leiothrichidae. Видът е почти застрашен от изчезване.

## Разпространение
Видът е разпространен в Индонезия.